# Église Saint-Pourçain de Naves
Pour les articles homonymes, voir Église Saint-Pourçain.
L'église Saint-Pourçain est une église catholique française située sur la commune de Naves, dans le département de l'Allier.

## Localisation
L'église se trouve à l'extrémité nord du bourg et domine la plaine de Bellenaves et de Chantelle, ainsi que le col de Naves, situé un peu plus à l'est. Le cimetière est derrière l'église ; au fond du cimetière a été placée une table d'orientation.

## Historique
L'église a été construite au début du XIIIe siècle à l'initiative des archevêques de Bourges, qui étaient seigneurs du lieu, où ils possédaient un château. Elle a remplacé une et plus probablement deux églises plus anciennes. La première mention de l'église de Naves figure dans une charte de Pépin le Bref, donnée à Clermont-Ferrand en 763, par laquelle le roi la met, ainsi que les terres qui en dépendent, sous l'autorité de l'abbaye de Mozac, près de Riom. En 1115, le pape Pascal II rattache l'église de Naves à l'abbaye Saint-Léger d'Ébreuil.
Le clocher date du XIXe siècle.

## Description
Tenue par de puissants contreforts, l'église comporte une nef unique de quatre travées. Le chœur est voûté d'ogives. La porte de la façade est surmontée d'un arc à six voussures reposant sur trois colonnettes de chaque côté. Devant cette porte se trouvait autrefois un porche en bois dont on peut trouver la trace sur le mur de façade.